# Эпплджек (напиток)
Эпплджек (англ. applejack) — крепкий алкогольный напиток, получаемый из яблок. По сути, представляет собой вид фруктового бренди североамериканского происхождения. Используется в некоторых коктейлях. Его также иногда сравнивают с кальвадосом, однако эти напитки различаются сортами яблок, применяемых при их производстве.

## История
Яблочный бренди был впервые произведен в колониальном Нью-Джерси в 1698 году Уильямом Лэрдом, американцем шотландского происхождения, который поселился в округе Монмут. Напиток когда-то был известен как Jersey Lightning. Правнук Лэрда, Роберт Лэрд, служивший в Континентальной армии, зарегистрировал завод Laird’s Distillery в 1780 году, после того, как ранее управлял таверной.
Эпплджек был распространен в Тринадцати колониях и позднее в США, но начал терять свою популярность в XIX и XX веках из-за появления других спиртных напитков, которые было легче производить на коммерческой основе. Такими напитками были ром и виски (особенно бурбон) в XIX веке и джин, водка и текила в XX веке. В 1920 году, с началом эпохи сухого закона, Laird’s прекратили производство спиртного и начали изготовлять яблочный сок. В 1931 году Джон Эванс Лэрд получил разрешение на производство яблочного бренди для «лечебных целей» и складировал свой продукт до отмены запрета в 1933.
В 2010-е годы несколько небольших крафтовых предприятий в различных местах США и Канады стали возрождать производство эпплджека.

## Производство
Название applejack происходит от традиционного метода производства напитка, который на английском языке называется джекинг (jacking). Данный метод представляет собой процесс замораживания ферментированного сидра, а затем удаления льда для увеличения содержания алкоголя. Сидр, полученный после осеннего сбора урожая, оставался снаружи в течение зимы. Периодически удаляли образовавшиеся замерзшие куски льда, таким образом концентрируя незамерзший спирт в оставшейся жидкости. При альтернативном методе контейнер с сидром помещали в снег, позволяя льду образоваться на внутренней стороне бочки, а затем, когда содержимое начинало замерзать, из емкости сливали жидкую часть.
Если в начале процесса ферментированный яблочный сок имеет содержание алкоголя менее десяти процентов, концентрированный результат может содержать 25-40 % алкоголя.
Поскольку перегонка замораживанием является низкоинфраструктурным методом производства по сравнению с испарительной дистилляцией и не требует сжигания дров для создания тепла, эпплджек исторически был проще в производстве, хотя и дороже, чем зерновой спирт.
Недостаток перегонки замораживанием, также называемой фракционной кристаллизацией, заключается в том, что вещества, оставшиеся после удаления воды, включают не только этанол, но и вредные метанол, сложные эфиры, альдегиды и сивушное масло. В настоящее время на практике уровень метанола снижают путём поглощения молекулярным ситом.
Когда началось коммерческое производство, эпплджек также начал производиться путем испарительной дистилляции. Современный коммерчески производимый эпплджек, как правило, изготовляется не методом джекинга, а скорее путем смешивания яблочного бренди и нейтральных зерновых спиртов.